# Theodor von Frimmel
Theodor von Frimmel, född 15 december 1853 i Amstetten, död 25 december 1928 i Wien, var en österrikisk konst- och musikhistoriker.
Frimmel var 1884–1893 anställd vid hovmuseet i Wien. Han bedrev ivriga Beethovenforskningar och utgav bland annat Beethoven (5:e upplagan 1919), Beethoven und Goethe (1883) samt Handbuch der Gemäldekunste (andra upplagan 1904).